# Стимулирование сбыта
Стимули́рование сбы́та, стимули́рование прода́ж, раскру́тка (англ. Sales promotion [сэ́йлз промо́ушн] «продвижение продаж») — это вид маркетинговых коммуникаций, комплекс мероприятий продвижения по всему маршруту товара — от изготовителя через логистические (распределительные) и сбытовые каналы до потребителя — с целью ускорения продажи товаров. В основе данных мероприятий — краткосрочное[уточнить] увеличение продаж путём предоставления всем участникам сбыта (как конечному потребителю, так и оптовому и розничному продавцам) определённой выгоды.
Стимули́рование сбы́та - процесс, сочетающий в себе ряд способов и методов коммуникации в рамках маркетингового плана фирмы с целью повлиять или изменить потребительское, или покупательское поведение целевых групп в краткосрочной или долгосрочной перспективе (Ingold 1995)

## Виды стимулирования сбыта
Стимулирование розничной торговли:
- дополнительные сделки с компаниями-продавцами
- конкурсы для компаний-продавцов или их персонала
- предоставление специальной рекламной поддержки при условии увеличения продаж

Мероприятия по стимулированию потребителей часто проводятся непосредственно в местах продаж (общепринято употребление термина POS — сокращение от английского point of sale). При этом, POS-мероприятия, для большей эффективности, могут предварительно рекламироваться, а также красочно и броско оформляются для привлечения внимания потребителей.
Стимулирование сбыта применительно к аудио- и видеопродукции, компьютерным играм, Интернет-сайтам часто называется «раскруткой» (например «раскрутка музыкальной группы»).
Стимулирование продаж существует во многих различных формах, проклассифицировать которые можно следующим образом:
- в зависимости от инициатора и целевой группы;
- ценовое стимулирование продаж или ценностное стимулирование продаж;
- горизонтальный или вертикальный эффект;
- проникающее или широкомасштабное воздействие;
- прямое или опосредованное стимулирование продаж;
- стимулирование продаж, ориентированное непосредственно на рост продаж, или имеющее информационно-коммуникативную направленность.

Также важно понимать, что значительная часть продукции реализуется с помощью торговых посредников. Поэтому они требуют специальной внимания, в том числе и стимулирования. Посредники могут получать ценовые скидки в зависимости от объема товара, который они покупают или производитель может предоставить бесплатное обучение отдельных сотрудников компании-посредника.
Кроме того, в системе реализации продукции очень важное значение имеет и торговый персонал. Однако, кроме качественного подбора сотрудников необходима и адекватная система мотивации. Соответствующее стимулирование торгового персонала осуществляется путем системы заработной платы.

## Принципы стимулирования сбыта
Стимулирование сбыта — мероприятия изменяющие соотношение между воспринимаемой ценностью и запрашиваемой ценой в конкретный промежуток времени, в пользу ценности. Это позволяет получить желаемое действие потребителя. Можно либо уменьшить цену, либо увеличить ценность предложения.

### Матрица приемов стимулирования сбыта.

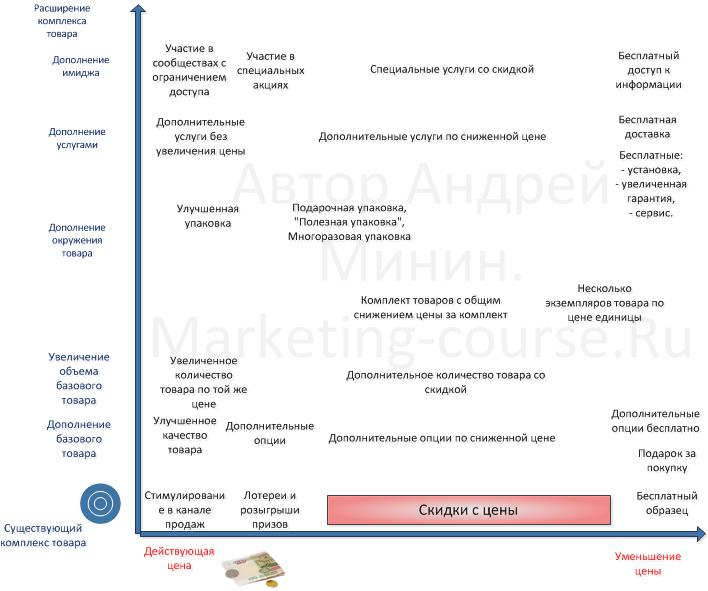
Матрица приемов стимулирования сбыта.

Основываясь на принципах стимулирования сбыта, возможно построить матрицу приемов стимулирования быта, по одной оси которой изменение цены, по второй - изменение ценности, за счет изменения комплекса товара. 
В начальной точке матрицы - существующий комплекс товара, имеющий определенную ценность у потребителя, продающийся по существующий цене.
Изменение  комплекса товара может происходить на любом уровне, от улучшения характеристик базового товара, до повышения его имиджа.
Изменение цены - от предоставления специальных условий в каналах продаж до бесплатных образцов.